# Calathea affinis
Calathea affinis är en strimbladsväxtart som beskrevs av Edward Fenzl och Eduard August von Regel. Calathea affinis ingår i släktet Calathea och familjen strimbladsväxter. Inga underarter finns listade.